# Multipurpose-schip

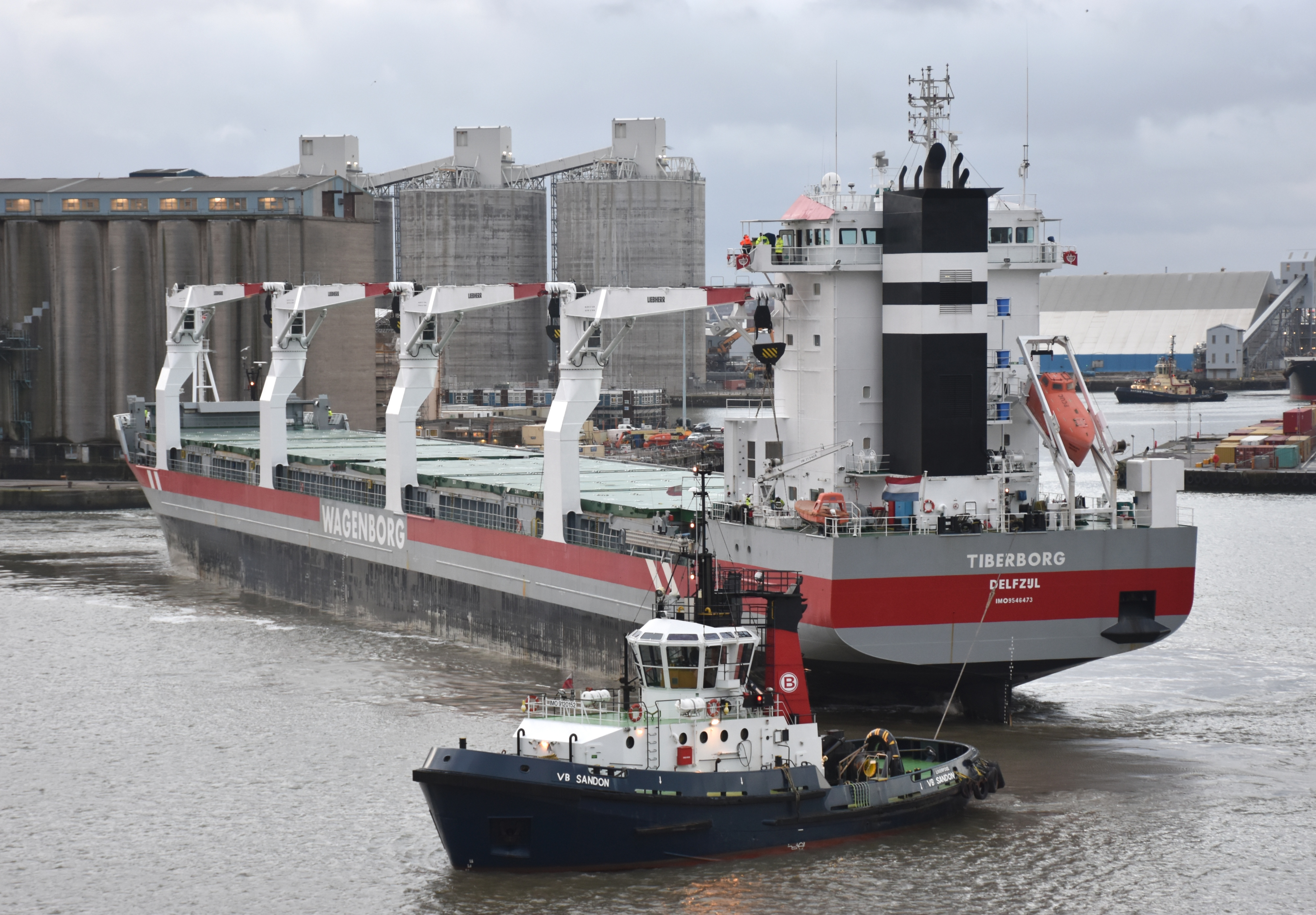
Multipurpose-schip Tiberborg

Een multipurpose-schip is een zeegaand schip dat ingericht is voor het vervoer van verschillende soorten ladingen. Voorbeelden van door multipurpose-schepen vervoerde ladingen zijn: hout, staal, concentraat, veevoeder, papierrollen en bouwmaterialen. Grotere multipurpose-schepen kunnen verschillende soorten lading gecombineerd vervoeren. Het combineren van lading maakt dat een schip economischer kan varen per af te leggen vervoertraject. Kleinere multipurpose-schepen bieden dit voordeel niet. Zij zijn echter door hun geringere diepgang weer beter in staat om havens te bereiken die aan ondiep water liggen.

## Vervoersrol
Het nut van multipurpose-schepen is niet alleen gelegen in het feit dat zij lading kunnen vervoeren tussen twee punten die gescheiden zijn door open water (zee, oceaan). Een multipurpose-schip mag ook gezien worden als een enorme zeewaardige vrachtwagen, die in staat is om grote en zware ladingen te vervoeren zonder de brandstofkosten die alternatief vervoer over land met zich meebrengt. In toenemende mate wordt de multipurposevaart gezien als een oplossing tegen verkeerscongesties op Europese auto- en spoorwegen.